# يون دونغ-مين
يون دونغ-مين (هانغل: 윤동민) هو لاعب كرة قدم كوري جنوبي في مركز الهجوم، ولد في 24 يوليو 1988 في كوريا الجنوبية. لعب مع نادي بوسان أي بارك ونادي سول.

## وصلات خارجية
- يون دونغ-مين على موقع دوري كوريا الجنوبية (الإنجليزية)
- يون دونغ-مين على موقع Soccerway.com (الإنجليزية)